# Алавере (Харьюмаа)
А́лавере (эст. Alavere) — деревня в волости Ания уезда Харьюмаа.

## География и описание
Расположена в северной части Эстонии, в верхнем течении реки Йыэляхтме, у шоссе Козе—Ягала, в 32 км к юго-востоку от Таллина. Высота над уровнем моря — 66 метров.
Климат умеренный. Официальный язык — эстонский. Почтовый индекс — 74401.

## Население
По данным переписи населения 2021 года, в Алавере насчитывалось 347 жителей, из них 313 (91,0 %) — эстонцы.
По состоянию на 1 января 2010 года численность населения деревни составляла 382 человека.
Численность населения деревни Алавере по данным переписей населения:
| Год  | 1959 | 1970  | 1979  | 1989  | 2000  | 2011  | 2021  |
| ---- | ---- | ----- | ----- | ----- | ----- | ----- | ----- |
| Чел. | 161  | ↗ 278 | ↗ 311 | ↗ 452 | ↘ 432 | ↘ 339 | ↗ 347 |

## История
Старинная деревня. Впервые упомянута в Датской поземельной книге 1241 года (Alaueræ). В 1467 году упоминается Allaver, в 1621 году — Allofer, в 1726 году — Allafer (мыза).
В 1621 году деревня Аллавер относилась к мызе Паллал (нем. Pallal, Палу, эст. Palu mõisa). К 1663 году в деревне была создана мыза Аллафер (нем. Allafer, Алавере, эст. Alavere mõis), и к 1726 году деревни больше не было, а её крестьяне были переселены в расположенную через реку деревню Кайвере (в 1241 году упоминается как Kaipiaveræ, в 1707 году — Kaifer). Последняя, в свою очередь, также стала мызой в XIX веке. В 1977 году с Алавере была объединена деревня Метсакюла — послевоенное поселение к северу от Алавере.
В 1982 году в деревне были обнаружены остатки древнего поселения.

## Известные уроженцы
- Сандра Нурмсалу, музыкант и певица, представлявшая Эстонию на Евровидении-2009.